# 고스포스 십자가

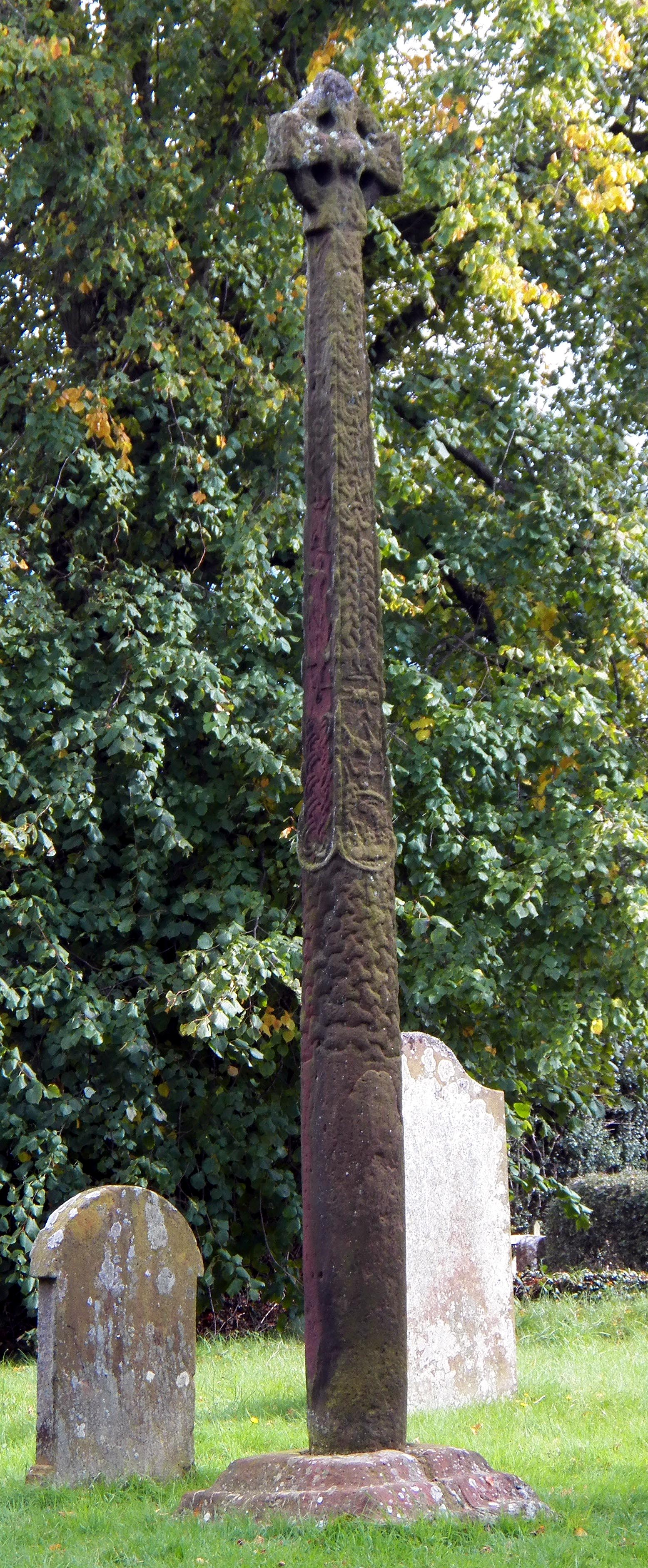

고스포스 십자가(영어: Gosforth Cross)는 영국 컴브리아주 고스포스에 있는 거대한 석물이다. 노르드인이 이 일대를 점령하였던 9-10세기 경 생긴 것으로 보이며, 이 십자가에는 노르드 신화의 장면들이 새겨져 있다.